# 观音洞 (五台山)
五台山观音洞，又称栖贤寺，位于山西五台山栖贤谷，藏传佛教寺院，汉族地区佛教全国重点寺院之一。

## 简介
该寺建于清康熙年间。该寺方整，并高筑以围墙。登崖壁的石台阶中有六角亭，为“飞来亭”。因横檀上画有三幅观世音救难图，故又称观音亭。石阶之上为观音洞的上院。正殿主供观音菩萨，故称观音殿，两侧为文殊菩萨、普贤菩萨、弥勒菩萨和宗喀巴。大殿后洞壁左右各有小洞，左洞下积清水，故为“圣水”，观音洞因此命名。第六世达赖喇嘛及第十三世达赖喇嘛均曾于此坐静。